# Чемпионат Венгрии по фигурному катанию 2010
Чемпионат Венгрии по фигурному катанию 2010 (венг. Az Országos Műkorcsolya és Jégtánc Bajnokság 2010) — национальный чемпионат Венгрии сезона 2009-2010. Спортсмены соревновались в категориях мужское и женское одиночное катание и танцы на льду.
Турнир прошёл с 19 по 20 декабря 2009 года в Будапеште.

## Результаты

### Мужчины
| Место | Имя             | Клуб | Сумма баллов | SP | FS |
| ----- | --------------- | ---- | ------------ | -- | -- |
| 1     | Мартон Марко    | VAS  | 151.12       | 1  | 1  |
| 2     | Тигран Варданян | JEG  | 139.33       | 2  | 2  |

### Женщины
| Место | Имя              | Клуб | Сумма баллов | SP | FS |
| ----- | ---------------- | ---- | ------------ | -- | -- |
| 1     | Юлия Шебештьен   | TSC  | 171.86       | 1  | 1  |
| 2     | Кэтрин Хадфорд   | JÉG  | 110.85       | 2  | 2  |
| 3     | Челси-Роз Чиппа  | MIS  | 101.18       | 3  | 4  |
| 4     | Бианка Падар     | BSP  | 100.07       | 4  | 3  |
| 5     | Аннамариа Сольга | JÉG  | 74.34        | 5  | 5  |

### Пары
| Место | Имя                             | Клуб | Сумма баллов | SP | FS |
| ----- | ------------------------------- | ---- | ------------ | -- | -- |
| 1     | Виктория Хатч / Криштуф Трефиль |      | 130.24       | 1  | 1  |

### Танцы
| Место | Имя                            | Клуб | Сумма баллов | CD | OD | FD |
| ----- | ------------------------------ | ---- | ------------ | -- | -- | -- |
| 1     | Нора Хоффманн / Максим Завозин | HUN  | 179.57       | 1  | 1  | 1  |
| 2     | Жужанна Надь / Мате Фееш       | HUN  | 153.38       | 2  | 2  | 2  |